# Peter Erasmus Müller (biskop)
 Der er flere personer med dette navn, se Peter Erasmus Müller.
Peter Erasmus Müller (født 29. maj 1776 i København, død 4. september 1834 sammesteds) var en dansk historiker, sprogmand og biskop over Sjælland fra 1830 til sin død. Han var søn af konferensråd Frederik Adam Müller, bror til Adam Gottlob Müller og far til Adam, Ludvig og Otto Müller.

## Opvækst
Kun fire år gammel mistede han sin moder og opvoksede stille og uden megen omgang med jævnaldrende hos sin fader, hvis rige samling af bøger og kunstsager i høj grad beskæftigede barnet. Undervist af private lærere, særlig af senere amtsprovst Matthias Frederik Georg Bøgh, dimitteredes han af denne 1792 til universitetet og fik udmærkelse ved alle eksaminer.
Det år hans fader døde, 1795, blev han teologisk kandidat og var nær selv blevet dødens offer i disse år ved gentagne alvorlige sygdomme. 1797 vandt han guldmedajlen for
den teologiske prisopgave, og samme år erhvervede han magistergraden for en kirkehistorisk afhandling.

## Udlandsrejser
Straks efter rejste han sammen med nordmanden Jacob Aall til tyske universiteter, opholdt sig halvandet år ved disse og et år i Frankrig og England; på en del af rejsen havde han Laurids Engelstoft og Børge Riisbrigh Thorlacius til fæller. Straks efter sin hjemkomst begyndte han at holde offentlige forelæsninger over kristelig moral og blev 1801 ansat som ekstraordinær teologisk professor.
1803 fik han den teologiske doktorgrad og giftede sig 1805 med Louise Augusta Stub (født 1778 død 1852), datter af kommandørkaptain O.F. Stub og datterdatter af professor Christian Gottlieb Kratzenstein.
Samtidig overtog han redaktionen af Lærde efterretninger, som han fortsatte (1811) med Dansk Litteraturtidende indtil 1830.
Det var et tegn på regeringens tillid til ham, når han 1809 skaffede bladet bevilling på at måtte optage anonyme recensioner, hvilket var blevet hans forgænger, Rasmus Nyerup, nægtet.
Hans litterære anmeldelser i almindelighed har mindre betydning: ved hans bedømmelse af teologiske og religiøse arbejder kommer hans egen mangel af kirkeligt standpunkt stærkt
frem; men den lange række af fortrinlige nekrologer, der i årenes løb kom til at foreligge fra hans hånd, har stort værd.
1808 blev han ordinær teologisk professor. Han blev medlem af Videnskabernes Selskab 1811, blev optaget 1813 i Det kongelige danske Selskab for Fædrelandets Historie
og kom 1815 ind i den Arnamagnæanske kommission.
I tidligere år holdt Müller eksegetiske forelæsninger; senere foredrog han udelukkende den systematiske teologi. Hans Kristelig Apologetik (1810) er det første forsøg på at give apologien for kristendommen en selvstændig videnskabelig eksistens og give den sin særlige plads inden for den teologiske systematik.
I sine discipliner gav han lærebøger for de studerende. Således allerede 1808 Kristeligt Moralsystem (2. omarbejdede udgave 1827). Den var i en række år meget benyttet ved universitetet og havde sine fortrin ved sine skarpe og klare definitioner og distinktioner, men som hele betragtet var det et tørt, blodløst skema, som umuligt kunne give nogen frugt for ånden. En vag og fad supranaturalisme, påvirket af den Kantske filosofi, nærmere kan hans teologiske retning ikke betegnes. De samme egenskaber som i moralsystemet kommer igen i hans System i den kristelige Dogmatik (1826).
Müller antog selv at have leveret et arbejde, der ville blive fundet normalt på ortodoksiens vægtskål; men Andreas Gottlob Rudelbach
påviste snart i Theologisk Maanedsskrift en række åbenbare eller skjulte kætterier deri; det må erindres, at den store kirkekamp nu netop i disse år var brudt løs, en
bevægelse, som var Müllers hele personlighed i høj grad imod, og som han helst – hvis det havde været ham muligt – ville have holdt sig udenfor. Så meget mere overraskende var det derfor, at han 1830 efter Münters død modtog Poul Christian Stemanns tilbud om at overtage Sjællands bispestol.

## Biskop 1830
Da han skulle prædike ved bispevielsen, var det første gang, han stod på en prædikestol. I fire år var han den danske kirkes primas. Efter længere tids brystsygdom døde han 4. sept. 1834.
Kirkestriden rasede på intet tidspunkt med større bitterhed end netop i Müllers bispeår. Han stillede sig den opgave at øve en mæglende virksomhed for at undgå ulægeligt brud i
statskirken, men høstede selvfølgelig derved kun ringe tak fra begge sider.
Teologien havde aldrig været Müllers yndlingsfag. Hele hans tilbøjelighed tilhørte de historiske og sproglige studier, og ved sine arbejder inden for disse har han vundet et smukt navn i fædrelandets litteratur.
Peder Hjort har bemærket: «Inden for de sidstnævntes omraade er han en fast og sikker Petrus; inden for teologiens en fin og utilfredsstillende Erasmus». Skade derfor, at hans rige åndsevner således blev splittede.
Som sprogkritiker har han udarbejdet et værk af betydeligt værd. Det er hans Dansk Synonymik eller forklaring af enstydige danske Ord, som han med benyttelse af ældres forarbejder udgav 1829 i to dele (nye udgaver 1853 og 1872).
Efter nogle tidligere spredte afhandlinger benyttede han et par år vinteraftenerne, når han på grund af øjensvaghed ikke kunne tåle vedholdende læsning, og enlige spadsereture om
sommeren til udarbejdelsen af dette værk, som i lige høj grad giver vidnesbyrd om hans dybe sprogkundskab og om hans skarpsindighed og smag. Det er et hjælpemiddel, som i mange årtier frem blev benyttet med godt udbytte i vejledning til sprogets rette brug.
Müller var en i alle henseender vindende og elskelig personlighed. Hans udmærkede, gennemdannede humanitet måtte nødvendig øve sin tiltrækningskraft på enhver, med hvem han mødtes på embedets eller videnskabens område. De milde, fine, klare ansigtstræk vidnede om den sindsro, han var i stand til at bevare under de mange legemlige og sjælelige kampe, der traf ham i livets forskellige aldre.

## Müllers historiske arbejder
Müllers historiske arbejder begyndte på den klassiske oldtids område, idet han for den teologiske doktorgrad skrev: De hierarchia et studio vitæ asceticæ in sacris et mysteriis Græcorum Romanorumqve latentibus (1803).
Bogen var lærd og skarpsindig, og disse egenskaber udmærkede også det af Videnskabernes Selskab prisbelønnede, i sine resultater dog ganske forfejlede arbejde: Antikvarisk Undersøgelse over de ved Gallehus fundne Guldhorn (1806), hvori han tildelte disse oldsager en keltiberisk oprindelse.

### De nordiske sagaer
Det var dog ikke på disse områder, men i den nordiske oldtids litteratur og historie, at Müller skulle lægge sine store evner for dagen og vinde en uvisnelig berømmelse.
Studiet af de nordiske sagaer var hidtil drevet planløst; der manglede en oversigt over hele den mangeartede litteratur, en stor del vigtige sagaer henlå endnu uudgiven, og man forstod ikke at skelne de mytiske og romantiske sagaer fra dem, der fortalte historisk virkelighed.
Det var derfor ikke besynderligt, at selv ansete tyske lærde rettede hårde angreb på disse islandske kilder, som efter deres opfattelse indeholdt en usikker eller forvansket tradition eller var romantisk digtning fra en sen middelalder. Nordboernes gudelære syntes også dannet i en sen tid under kristen påvirkning.
Et af Müllers første arbejder på nordisk område var netop en afhandling: Om Avthentien af Snorres Edda og beviset derfra kan hentes for Asalærens Ægthed (1812).
Senere talte han den oldnordiske forsknings sag i bogen Om det islandske Sprogs Vigtighed (1813), et af Selskabet for Norges Vel kronet prisskrift.
Mest ejendommelig for Müllers evner og grundlæggende for sagastudiet var dog hans Sagabibliothek (3 bind, 1817-20). Bogen var strengt videnskabelig, men afgav samtidig en behagelig læsning for lægmand; sproget var, som i alle Müllers arbejder, let og utvunget, fremstillingsmåden klar og kort.
I værket var der givet en pålidelig oversigt over den hele sagalitteratur; hver enkelt sagas indhold blev meddelt, dens mytiske karakter eller historiske troværdighed belyst; der redegjordes for dens tilblivelsestid og mulige forfatter samt for dens forhold til andre sagaer om samme emne.
Bogen hvilede ganske vist ikke på noget grundigt håndskriftstudium, og forfatterens sproglig-filologiske kundskaber var vel ikke dybtgående, men som ledetråd i sagalitteraturen var værket ypperligt, de enkelte sagaers karakter og ejendommelighed var opfattet med fin forståelse og skarp kritisk evne. Müller gav heri tillige en fortrinlig fremstilling af sagalitteraturens almindelige ejendommelighed, hvad emner, fortællemåde og stil angår, han anviste de midler, hvorved den enkelte sagas troværdighed kunne prøves, og udpegede grundene til, at traditionen havde holdt sig mer eller mindre sikkert.
Dette værk har derfor været udgangspunkt og grundvold for hele det omfattende sagastudium, som er gjort siden Müllers dage. Men forskningen er dog bøjet noget bort fra Müllers opfattelse. Den tror ikke som han, at beretningen hurtig efter tildragelsen har fået sin faste form, og at den derpå trofast er blevet overleveret ned gennem tiderne; en vis kritik over for det meddelte har sikkert tidlig gjort sig gældende, tilføjelser er gjort, og nedskrivningen har fundet sted senere end Müller antog. Ligeledes må det antages, at sagaerne i mindre grad repræsenterer en almindelig folkelig tradition; hver saga er præget af dens forfatters personlighed.
En fortsættelse af disse studier var Undersøgelse om Kilderne til Snorros Heimskringla og disses Troværdighed (1820 og 1823). Müllers hovedsætning, at Snorre ikke var en synderlig selvstændig forfatter, men i væsentlig grad udskrev og sammenføjede ældre sagaers opgivelser, har den nyere forskning dog forladt.

### Saxo
Et værk af lignende betydning som sagabiblioteket er Müllers afhandlinger Om Kilderne til Saxos 9 første bøger og deres Troværdighed (1823) og Kritiske Bemærkninger over Saxos danske Histories 10.-16. Bog (1830); de offentliggjordes ligesom studierne over Snorre i Videnskabernes Selskabs filosofiske og historiske afhandlinger. Også dette arbejde kom til at stå som et modstykke til tysk tvivlelyst.
Friedrich Christoph Dahlmann (1785-1860, historiker havde i en, i øvrigt fortjenstfuld, undersøgelse over Saxo rettet et meget stærkt angreb på denne historikers udførlige beretning om Danmarks sagntid; den var formentlig ubrugelig som historisk kilde.
Müllers studier førte ham til en påvisning af, hvor mange ægte danske overleveringer der fandtes hos Saxo, og hvorledes de lod sig tilknytte til andre traditioner i Norden og udlandet. Det var lykkedes Müllers vel ikke fantasifulde, men altid ædruelige og skarpe kritik at trænge ind i forståelsen af de enkelte sagn, at se deres betydning og værd, ligesom også at påvise, hvorledes Saxo var gået til værks over for den tradition, som han havde indsamlet hos sine danske og islandske hjemmelsmænd.
Ved disse roligt førte, sikre og indtrængende studier var Müller blevet fortrinlig forberedt til det arbejde, som blev hans livs sidste, men ufuldendte gerning, nemlig at give en kritisk udgave af Saxo, ledsaget af noter. Ved Müllers død manglede endnu trykningen af værkets sidste femtedel.
Hans Mathias Velschow påtog sig at fuldføre bogen og skrev de manglende noter til de fire sidste bøger (Saxonis Grammatici Historia Danica, 1839); 2. bind, der indeholdt de udførligere noter og undersøgelser, nåede han først at få udgivet 1858. Blandt udgaver af middelalderlige kilder indtager Müllers Saxo-værk en høj rang ved sin gode tekst og sine ypperlige anmærkninger.
Fra Müllers sidste leveår skriver sig endvidere to biografier: Vita Andreæ Sunonis, archiepiscopi Lundensis (1830) og Vita Lagonis Urne, episcopi Roskildensis (1831-33).